# The Cheetah Girls (trilha sonora)
The Cheetah Girls é o álbum da trilha sonora do primeiro filme das The Cheetah Girls.

## Faixas
1. "Cheetah Sisters" - por The Cheetah Girls (3:08)
2. "Cinderella" - por The Cheetah Girls (3:21)
3. "Girl Power" - por The Cheetah Girls (2:49)
4. "Together We Can" - por The Cheetah Girls (1:34)
5. "C'mon" - por Sonic Chaos (1:26)
6. "Girlfriend" - por Char (3:30)
7. "Breakthrough" - por Hope7 (2:45)
8. "End of the Line" - por Christy Mac (1:40)

## Edição Especial
O CD ganhou uma edição com mais que o dobro de músicas

### Faixas
1. "Cheetah Sisters" - por The Cheetah Girls
2. "Cinderella - por The Cheetah Girls
3. "Girl Power" - por The Cheetah Girls
4. "Together We Can" - por The Cheetah Girls
5. "C'mon" - por Sonic Chaos
6. "Girlfriend" - por Char
7. "Breakthrough" - por Hope7
8. "End of the Line" - por Christy Mac
9. "Cinderella (Dream Mix)" - por The Cheetah Girls
10. "Girl Power (Meow Mix) - por The Cheetah Girls
11. "Cheetah Sisters" - Karaokê
12. "Cinderella" - Karaokê
13. "Girl Power" - Karaokê
14. "Together We Can" - Karaokê
15. "C'mon" - Karaokê
16. "Girlfriend" - Karaokê
17. "Breakthrough" - Karaokê
18. "End of the Line" - Karaokê

## Singles
A trilha sonora gerou três singles,Cinderella, Cheetah Sisters e Girl Power, ambos das Cheetah Girls

## Certificações
A trilha sonora foi a segunda mais famosa do ano de 2004, perdendo apenas para a do filme Shrek, vendeu 2 milhões de cópias e chegou ao primeiro lugar do Top Soundtracks do Billboard.